# Psammodromus edwarsianus
Psammodromus edwarsianus (східноіберійська піщана ящірка) — вид ящірок родини ящіркових (Lacertidae). Мешкає в Іспанії і Франції. Раніше вважався підвидом Psammodromus hispanicus, однак був визнаний окремим видом.

## Поширення й екологія
Східноіберійські піщані ящірки мешкають на сході й південному сході Іспанії, а також на середземноморському узбережжі Франції. Вони живуть у піщаних і кам'янистих місцевостях, порослих невисокими травами й чагарниками, а також у соснових рідколіссях та на сухих прибережних піщаних дюнах. У горах Сьєрра-Невада зустрічаються на висоті до 1700 м над рівнем моря, однак переважно поширені на висоті до 800 м над рівнем моря. Живляться павуками, цикадами, мурахами та жуками. У внутрішніх районах з листопада по лютий ящірки впадають у сплячку, а в спекотні літні місяці обмежено активні, на півдні ареалу активні протягом всього року.

## Охорона
Psammodromus edwarsianus охороняється в Європі і занесена до Додатку ІІІ Бернської конвенції (охоронна категорія: вид підлягає охороні).